# Dynatophysis perichrysa
Dynatophysis perichrysa är en fjärilsart som beskrevs av Diakonoff 1954. Dynatophysis perichrysa ingår i släktet Dynatophysis och familjen fransmalar. Inga underarter finns listade i Catalogue of Life.